# Archaeorhynchus spathula
Archaeorhynchus spathula (археоринхус) — викопний вид птахів, що мешкав у ранньому крейдяному періоді (близько 125 млн років тому). Викопні залишки виду знайшли в 2006 році у формації Yixian, що знаходиться у провінції Ляонін, Китай. Голотип являє собою добре збережений, практично повний скелет.
Це один з найбільш ранніх Ornithurae, доводячи, що являють собою лінію відмінною від більшості інших мезозойських птахів.

## Етимологія
Archaeorhynchus означає «древній дзьоб», від грец. αρχαίος + ῥύγχος; spathula , латинізоване «малий меч спата», посилаючись на форму зубів.

## Живлення
Гастроліти, що були знайдені в його тілі, доводять травоїдну дієту.